# Кернер, Элизабет
Элизабет Кернер (англ. Elizabeth Kerner; 1958, Флорида) — американская писательница в жанре фэнтези. Автор трилогии «Легенд Колмара», посвящённой возобновлению связей народа людей с племенем драконов, тысячелетия назад по неизвестной причине покинувшим земли смертных.

## Биография
Страсть к письму проявилась в Элизабет ещё в школе — с тех пор никто не мог убедить её отказаться от этого увлечения. Американка по происхождению, в 1976-м году она переезжает в Шотландию, чтобы поступить в Сент-Эндрюсский университет. В 1981-м году получает степень магистра по английскому языку и литературе. После этого живёт, последовательно, в Новом Орлеане, Восточном Суссексе, Эдинбурге, Хило (Гавайи), Форест Гроув и снова в Эдинбурге, зарабатывая на жизнь в разнообразных течениях народного творчества (особенно на Хило) — ювелирным и переплётчицким делом, а также помощницей реставратора картин и мебели.
В 1995-м году Элизабет возвращается в любимый Эдинбург, после чего шесть лет периодически работает редактором в «Mounthly Notices of the Royal Astronomical Society». Её первый роман, «Эхо драконьих крыл», приносит ей номинацию на премию им. Уильяма Кроуфорда. В 2002-м году выходит замуж за д-ра Стивена Бёрда, не обрывая связей с астрономией. В настоящее время с семьёй и парой кошек живёт в городке близ залива Ферт-оф-Форт и работает над следующей трилогией цикла.